# Earl Sweatshirt
Thebe Neruda Kgositsile (Los Angeles, 24 februari 1994), beter bekend als Earl Sweatshirt, is een Amerikaanse rapper, liedjesschrijver en muziekproducent. Hij maakt deel uit van de hiphopcollective Odd Future in Los Angeles. 

## Discografie

### Albums
- Doris (2013)
- I Don't Like Shit, I Don't Go Outside (2015)
- Some Rap Songs (2018)
- Feet of Clay (2019)
- Sick! (2022)
- Voir Dire (album in samenwerking met The Alchemist)

### Mixtapes
- Earl (2010)

- Bibliothèque nationale de France: cb16752621b (data)
- Gemeinsame Normdatei: 1043564438
- International Standard Name Identifier: 0000 0003 7903 9890
- Library of Congress Control Number: no2012111192
- MusicBrainz: 8b22acd6-20e6-4463-a75c-c14b5cfdb666
- Système universitaire de documentation: 189217642
- Virtual International Authority File: 256834950
- WorldCat: E39PBJhH6DcxVKJbKBb73pxhpP